# Rustam Minnichanov
Rustam Nurgalijevič Minnichanov (tatarsky: Рөстәм Нургали улы Миңнеханов, rusky: Руста́м Нургали́евич Минниха́нов, * 1. března 1957 Nový Aryš, Tatarstán) je ruský ekonom a politik, současný prezident Tatarstánu.

## Život a politická kariéra
Narodil se do tatarské rodiny v malé vesnici tehdejší Tatarské autonomní sovětské socialistické republiky. V roce 1978 vystudoval strojírenství na Kazaňském zemědělském institutu v Kazani, později se stal doktorem ekonomie.
Po ukončení studia pracoval nejdřív jako inženýr a pak v různých administrativních pozicích jednotlivých okresů tatarské autonomní republiky. V letech 1996–1998 byl ministrem financí Tatarstánu, v letech 1998–2010 byl předsedou tamější vlády a během let 2005 a 2006 působil rovněž ve vedení ruské ropní společnosti Tatněft. Jako premiér byl velkým příznivcem a prosazovatelem elektronizace státní správy.
V roce 2010 (27. ledna) jej ruský prezident Dmitrij Medveděv nominoval do úřadu prezidenta Tatarstánu, později byl pro výkon funkce potvrzen státní radou a dne 25. března 2010 oficiálně převzal svůj úřad.

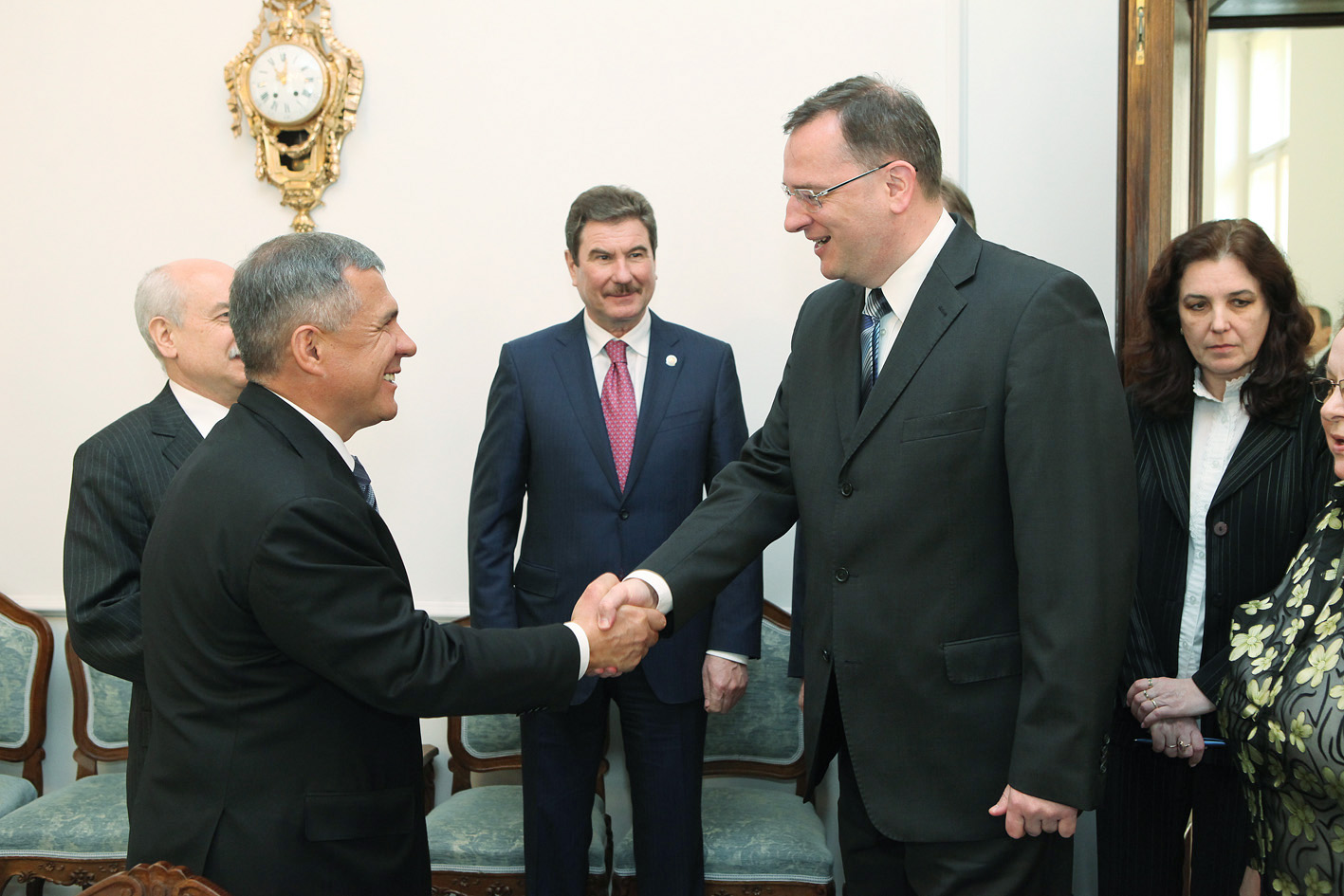
Na návštěvě v ČR s premiérem Nečasem 15. dubna 2013

V dubnu 2013 se uskutečnila jeho oficiální návštěva České republiky, během které navštívil například pražské protonové centrum a výsledkem které bylo prohloubení vzájemných národohospodářských vztahů obou zemí.
Je nositelem mnoha ruských státních vyznamenání. Intenzivně se věnuje autokrosu, je ženatý a měl dva syny. Jeden z nich tragicky zemřel při leteckém neštěstí letu Aviakompanija Tatarstan 363 v roce 2013.
V roce 2014 během krymské krize působil jako prostředník mezi ruskou vládou a Krymskými Tatary, aby vyvrátil obavy tatarské komunity z anexe Krymu.

## Vyznamenání

### Ruská vyznamenání
- Řád přátelství – 22. července 2002 – udělil prezident Vladimir Putin za velký osobní přínos k sociálněekonomickému rozvoji regionu a za mnoho let svědomité práce[7]
- Pamětní medaile 300. výročí Petrohradu – 2003
- Pamětní medaile 1000. výročí Kazaně – 2005
- Řád Za zásluhy o vlast IV. třídy – 3. října 2007 – udělil prezident Vladimir Putin za skvělé služby ve státních a socioekonomické oblasti[8]
- Vojenský záslužný řád – 2012[9]
- Řád cti – 23. ledna 2014 – za velký přínos k přípravě a konání XXVII. světové letní univerziády 2013 v Kazani[10]
- Řád Alexandra Něvského – 1. března 2017 – udělil prezident Vladimir Putin za speciální osobní služby státu a velký přínos k posílení mezinárodní prestiže Ruska[11]

### Zahraniční vyznamenání
- Řád přátelství II. třídy – Kazachstán, 2014[12]
- Řád přátelství I. třídy – Kazachstán, 2018[13]
- Pamětní medaile 20. výročí hlavního města Astany – 2018[14]